# René Kollo
Pour les articles homonymes, voir Kollo (homonymie).
René Kollo, René Kollodzieyski de son nom de naissance, est un ténor allemand, né le 20 novembre 1937 à Berlin, fils et petit-fils de compositeurs d'opérettes.

## Biographie
Il fait ses études à Berlin et débute en 1965 à Brunswick, après avoir d'abord été chanteur de musique de variétés. Quoiqu'il soit surtout connu comme ténor héroïque, Kollo a toujours été un authentique ténor d'opérette, se produisant en cette qualité à la télévision et à la radio, où il anime ses propres émissions.
Le 20 août 1977, pendant une représentation au Festival de Bayreuth de Siegfried, 2e journée de L'Anneau du Nibelung de Richard Wagner, René Kollo qui tient le rôle-titre et s'est précédemment foulé une cheville ou cassé un  pied, au cours d'une partie de pêche, est remplacé par Patrice Chéreau qui assure la mise en scène. En l'absence de doublure, ce dernier « mime » le rôle sur scène, pendant que le ténor interprète la partie chantée depuis les coulisses,. L'annonce de ce remplacement partiel récolte des applaudissements nourris en même temps que des sifflets et des huées, les uns et les autres renouvelés à la fin du premier acte et lorsque les deux Siegfried viennent saluer à l'issue du spectacle, mais néanmoins suivis de trente-cinq minutes d'applaudissements seuls,,.

## Carrière
Il a notamment chanté sous la direction de :
- Herbert von Karajan (Les Maîtres Chanteurs de Nuremberg, Lohengrin, Le Chant de la terre, La Veuve joyeuse),
- Leonard Bernstein (Fidelio, Œdipus Rex, Missa Solemnis),
- Carlos Kleiber (Tristan et Isolde),
- Rafael Kubelik (Der Freischütz),
- Erich Leinsdorf (Die Tote Stadt),
- Georg Solti (Tannhäuser, Parsifal) et
- Pierre Boulez (L'Anneau du Nibelung).
- Karl Böhm (Arianne à Naxos)